# إكسير الحياة

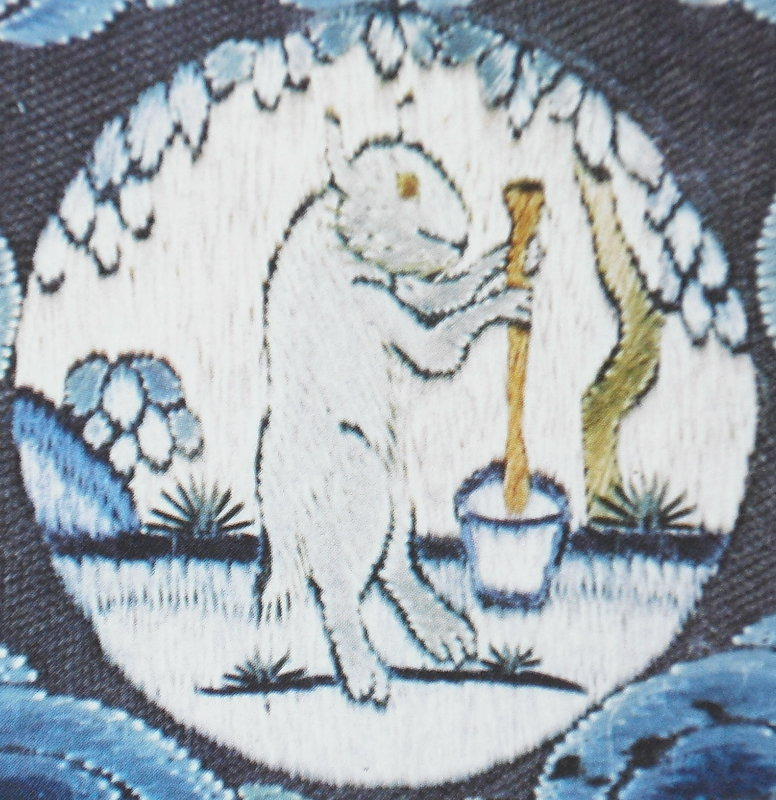
الأرنب الأبيض الأسطوري يصنع إكسير الحياة على سطح القمر، من الأساطير الصينية، أو شرق الآسيوية

إكسير الحياة، (بالإنجليزية: Elixir of life)‏ المعروف أيضًا بإكسير الخلود وأحيانًا يساوى بينه وبين حجر الفلاسفة: هو عقار أسطوري أو مشروب يضمن لشاربه حياة أبدية أو شباب أبدي، وقد سعى إليه العديد من ممارسي الخيمياء (الكيمياء القديمة). وقيل أيضًا عن إكسير الحياة أنه يمكن أن يخلق الحياة. وهو أيضًا مرتبط بأسطورة تحوت إله المعرفة عند المصريين القدماء وهرمس الهرامسة، حيث قيل عن كل منهما في حكايات متفرقة أنه تناول «القطرات البيضاء» (الذهب السائل)، وحصلا بذلك على الأبدية. وقد ذكر في أحد نصوص نجع حمادي أن الماء معروف أنه إكسير الحياة حيث أنه مصدرٌ هامٌ لحياتنا.

## تاريخ

### الصين
في الصين القديمة سعى العديد من الأباطرة للبحث عن الأكسير الخرافي لأسباب متنوعة. في أسرة تشين مثلا أرسل «تشين شي» هوانغ الخيمائي «شو فو» مع 500 رجل شاب و 500 امرأة شابة إلى البحار الشرقية لإيجاد الأكسير، لكن لم يعودوا أبدا (تقول الأسطورة أنه وجد اليابان).
يعتقد الصينيون أن التناول طويل الأمد للمواد الثمينة كاليشم والزنجفر والهيميتايت (أحجار كريمة) يعطي بعضا من طول العمر للشخص الذي يتناولها، وقد اعتبر الذهب قويا بشكل خاص، وفكرة الذهب المشروب وجدت في الصين في نهاية القرن الثالث قبل الميلاد.
في كتاب الخيمياء الصيني «دانجن ياو جو» بمعنى الصيغ الأساسية للخيمياء الكلاسيكية وهو منسوب إلى الطبيب المختص المشهور «سن سيمياوي» ويدعى ملك الأطباء ويشرح بالتفصيل مكونات عقار الخلود وهو مكوّن من الزئبق والكبريت وأملاح الزئبق والزرنيخ ومن المفارقات أن جميع هذه المواد سامة.
توفي الإمبراطور جياجينغ من سلالة مينغ بفعل تناوله جرعة قاتلة من الزئبق موصوفة له من قِبل الخيميائيين التي من المفترض أن تكون إكسير الحياة وهناك قائمة بأسماء الأباطرة الصينيين الذين ماتوا للسبب عينه.